# Camera dei rappresentanti delle Hawaii
La Camera dei rappresentanti delle Hawaii è la camera bassa della Legislatura statale delle Hawaii. Essa si riunisce, insieme al Senato, nel Campidoglio dello Stato delle Hawaii. 
È composta da 51 membri, e ognuno di essi viene eletto ogni due anni. I rappresentanti non sono soggetti a un numero di mandati.